# Sobowidz

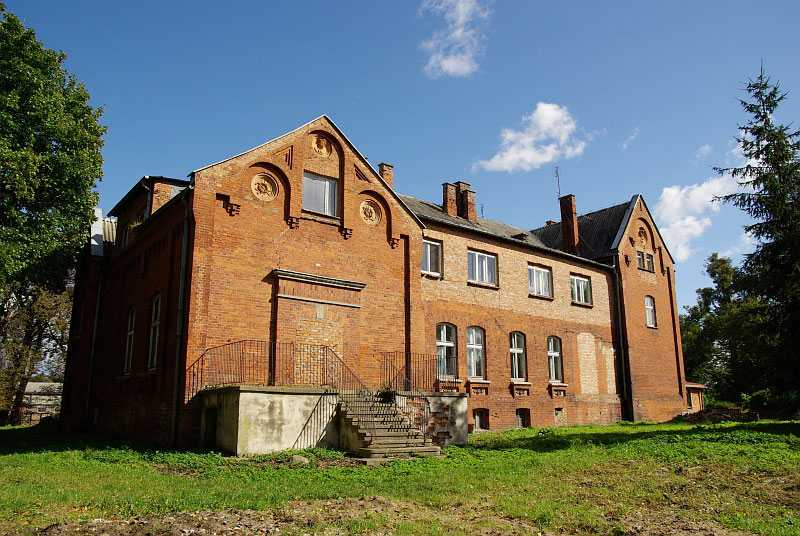
Dwór w Sobowidzu

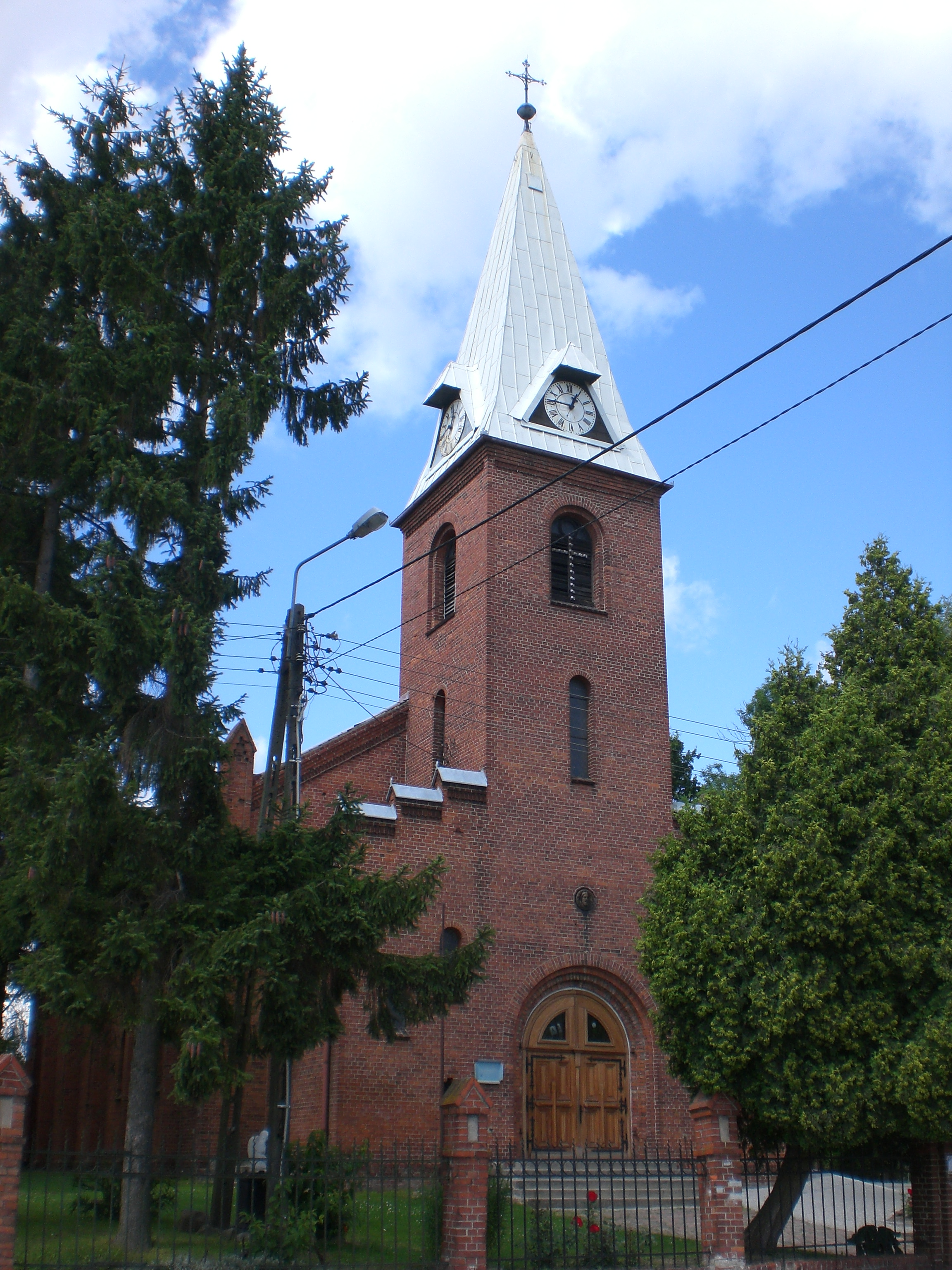
Kościół pw. Przemienienia Pańskiego

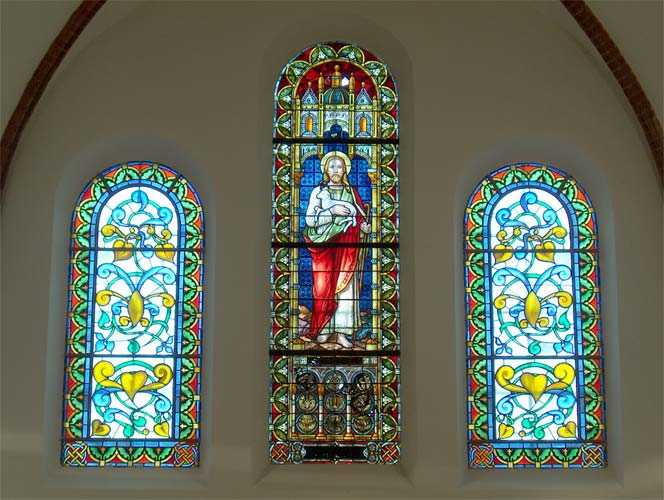
Zabytkowy witraż w kościele

Sobowidz (niem. Sobbowitz) – wieś kociewska w Polsce położona w województwie pomorskim, w powiecie gdańskim, w gminie Trąbki Wielkie na trasie (rozebranej obecnie) linii kolejowej Pszczółki-Skarszewy-Kościerzyna i w pobliżu Jeziora Sobowidzkiego.
W latach 1945–1998 miejscowość należała do województwa gdańskiego.
Miejscowość jest siedzibą parafii rzymskokatolickiej Przemienienia Pańskiego, należącej do dekanatu Trąbki Wielkie w archidiecezji gdańskiej.

## Historia
Dokument z 1410 r. podaje nazwę Sobowicz, 1456 Sobitz, Suhbewitz, Subifit. W okresie zaboru pruskiego obowiązywała nazwa Sobbowitz.
Gród wzniesiono najprawdopodobniej około 1164 r., za panowania księcia Subisława I Gdańskiego. Początkowo był własnością rycerską. Po zajęciu Pomorza Gdańskiego przez Krzyżaków w 1309 r. Sobowidz został siedzibą i grodem (castrum) wójtostwa tczewskiego (od 1357 r.). W tym czasie Krzyżacy wznieśli na półwyspie jeziora zamek sobowidzki z fosą od strony lądu. Podczas wielkiej wojny z Zakonem Krzyżackim w latach 1409–1411, zamek ten był tymczasowo w rękach polskich.
Już w 1450 r. wielki mistrz zakonu Ludwig von Erlichshausen odbierał tutaj hołd od rycerstwa wójtostwa tczewskiego. Podczas wojny trzynastoletniej (1454–1466), Sobowidz został włączony do Korony Polskiej. Następnie król Kazimierz IV Jagiellończyk oddał go pod zastaw miastu Gdańsk.
W 1459 r. władze miasta postanowiły zameczek rozebrać, by zapobiec ulokowaniu się w nim na stałe załogi wojsk polskich. Po zakończeniu wojny nastąpiła reorganizacja administracji. Sobowidz stał się siedzibą starostwa. Pierwszymi starostami byli Bażyńscy. Około 1512 r. wojewoda malborski Jerzy Bażyński zaczął odbudowywać zamek. Na zażalenie zaniepokojonych tym gdańszczan, król Zygmunt I Stary rozstrzygnął, że wojewoda może wystawić zamek, ale nie wolno mu wznieść żadnych nowych warowni. Mimo odbudowania zamku do dziś pozostały po nim tylko fragmenty fosy i gotyckie piwnice.
W 1585 r. ustępuje Ludwik Bażyński dobra wraz z zamkiem Janowi (Hans)Beier. W latach 1597–1627 dobra należały do Wejherów, a później do Kaspra Denhoffa.
Około 1643 r. otrzymał tę dzierżawę gdańszczanin Gerhard von Proenen. Ale rycerstwo okoliczne domagało się, aby tylko całym gminom takie dzierżawy wolno było trzymać. Wszczął się stąd proces, który dzierżawca przegrał w 1643 r. poniósłszy koszty 13 tysięcy florenów. Staraniem króla zatrzymał jednak dzierżawę dobra Mokry Dwór i Weselno, których odebraniem mu grożono. 
W XVII wieku spotykamy tu starostów niegrodowych, którzy utrzymywali kaplicę, zwaną w aktach kościołem.
W  1648 r. starostą sobowidzkim był Prin i płacił podatku 92 floreny i 20 groszy. W 1664 r. w skład starostwa sobowidzkiego wchodził: Sobowidz, Trąbki Wielkie, Dalwin oraz folwarki: Postołowo, Rukosin, Klępiny i Rościszewko.
W latach 1696–1709 dzierżawcami byli Czapscy. Wiadomo, że w 1710 r. proboszcz z Trąbek Wielkich pobierał z dworu i młyna w Sobowidzu po 4 korce żyta i owsa.
Ostatnim starostą był Szymon Kicki. Po pierwszym rozbiorze od 13 września 1772 r. dobra przeszły na własność skarbu pruskiego. Wizytacja Rybińskiego z  1780 r. donosi, że było w Sobowidzu 97 katolików i 65 ewangelików.
W XIX wieku Sobowidz należał do powiatu tczewskiego. Przez okres zaborów dobra przynależały do dóbr folwarku Kramsk, leżący na Gdańskich Nizinach. W  1868 r. dzierżawa domeny sobowidzkiej i folwarku Rościszewko wynosiła 7690 talarów.
1 października 1884 otwarto linię kolejową na trasie Sobowidz-Pszczółki i łączącą się z główną linią kolejową Gdańsk-Bydgoszcz. Umożliwiło to szybszy rozwój gospodarczy miejscowości oraz usprawniło transport produktów z nowo powstałej cukrowni. Wkrótce 1 sierpnia 1885 uroczyście otworzono też linię Sobowidz-Skarszewy prowadzącą dalej do Kościerzyny i Starogardu Gdańskiego. W 2000 linię zamknięto, następnie zdemontowano, a na jej miejscu zbudowano drogę rowerową. Odcinek łączący Sobowidz z Żelisławkami otwarto 16 sierpnia 2019.
Według danych 1885 r. mieszkało tutaj 217 katolików, 461 ewangelików, 19 dysydentów i 8 żydów. We wsi znajdowały się: kościół i szkoła ewangelicka, gorzelnia parowa, cegielnia, młyn wodny, piekarnia i cukrownia.
Po I wojnie światowej Sobowidz w wyniku postanowień Traktatu Wersalskiego znalazł się w granicach Wolnego Miasta Gdańska. Granica polsko-gdańska przebiegała w odległości kilometra na południe od miejscowości. Na drodze z Sobowidza do pobliskiego Dalwina znajdował się posterunek graniczny.
Sobowidz powrócił do Polski dopiero po II wojnie światowej, większość zamieszkałych tutaj Niemców uciekła przed Armią Czerwoną lub wyjechała do Niemiec, na ich miejsce osiedliła się częściowo ludność przybyła z innych części Polski (głównie Kociewia). Niemniej część przedwojennych mieszkańców (Niemców i Polaków) pozostała w Sobowidzu.

## Zabytki
Według rejestru zabytków NID na listę zabytków wpisane są:
- kościół ewangelicki, obecnie rzymskokatolicki parafialny pw. Przemienienia Pańskiego, z zegarem na wieży, 1843, 2 poł. XIX w., nr rej.: A-1841 z 20.02.2009, neogotycki, w jednym z okien berliński witraż, w wyposażeniu XIX wieczna kopia obrazu "Przemienienie Pańskie" Rafaela[6]
- cmentarz kościelny poewangelicki z XVIII w., nr rej.: j.w.
- ogrodzenie z bramkami, nr rej.: j.w.
- dawny ogród plebański, XIX-XX w., nr rej.: j.w.
- zespół dworski, XIV-XIX w., nr rej.: 1148 z 1.04.1996: dwór, park z fosą, ruiny zamku, jałownik i wozownia (nieistniejąca).

Pozostałości zamku krzyżackiego z XIV wieku to gotyckie piwnice, czytelna fosa oraz część ceglano-kamiennego muru obronnego. Ponadto znajdują się tu ruiny spalonego młyna wodnego.

## Sport
W Sobowidzu działał V-ligowy klub sportowy LKS Błękitni Sobowidz.